# Karl Ziegler (Radsporttrainer)

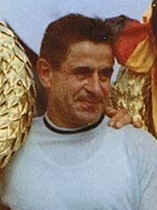
Karl Ziegler in 1968

Karl Ziegler (* 1. Dezember 1919 in Mannheim; † 29. Mai 2019 ebenda) war ein deutscher Radsporttrainer.
Als Jugendlicher übte Karl Ziegler mehrere Sportarten – darunter Fußball, Schlittschuhlaufen und Boxen – aus, bis er sich für den Radsport entschied. Sein eigentlicher Traum war es gewesen, Fußball-Torwart zu werden, doch dazu war der zierliche Ziegler zu klein. 1944 wurde er beim Karlsruher FV als Halbstürmer eingesetzt, nachdem er vom VfR Mannheim kommend, die Freigabe als Gastspieler erhielt. 1938 wurde er Badischer Meister im Sprint und erneut 1946, zusätzlich wurde er Badischer Straßenmeister.
Nach dem Zweiten Weltkrieg machte Ziegler eine Ausbildung zum Fußball-Trainer und eröffnete zudem 1950 ein Fahrradgeschäft in der Mannheimer Neckarstadt. Er gilt als der Entdecker der Rennfahrer Rudi und Willi Altig. Er betreute Rudi Altig bei dessen Weltmeisterschaftssieg 1959.
1961 wurde Karl Ziegler vom Bund Deutscher Radfahrer (BDR) zum Bundestrainer berufen. Der von ihm betreute Bahnvierer mit Klaus May und Bernd Rohr von Zieglers Heimatverein RRC Endspurt Mannheim gewann 1962 Gold bei den Weltmeisterschaften. Danach wurde er jedoch vom BDR beurlaubt, weil er die mangelnde Unterstützung des Verbands beklagt hatte.
Von 1969 bis 1971 übernahm er als Nachfolger von Otto Ziege die bundesdeutschen Mannschaften der Straßen- und Crossfahrer. Sein Assistent wurde Hans Mangold. 1976 wurde er erneut Bundestrainer. Nach dem Boykott der Olympischen Spiele in Moskau erlitt er einen Zusammenbruch und beendete seine Tätigkeit als Bundestrainer.
Im Dezember 2009 feierte Ziegler bei guter Gesundheit seinen 90. Geburtstag. Täglich fuhr das Mitglied des RRC Endspurt Mannheim noch 50 Kilometer mit dem Rad. Ziegler war Träger des Bundesverdienstkreuzes. Er starb am 29. Mai 2019 in seiner Heimatstadt Mannheim im Alter von 99 Jahren.